# Anti-Revolutionairen 1985
Anti-Revolutionairen 1985 (AR'85) var ett kortlivat, reformert politiskt parti i Nederländerna, bildat av Aad Wagenaar som en utbrytning ur Reformerta Politiska Federationen (RPF).
Sedan partiet misslyckats i valet 1986 upplöstes det redan året därpå.